# 杉本沙織
杉本沙織（日语：／ Sugimoto Saori，1964年11月17日—2021年10月21日），日本女性配音員。出身於神奈川縣藤澤市。青二Production最終所屬。本名杉本 砂織（日文讀音相同）。舊姓、舊藝名。身高158cm。A型血。
代表作有《可愛巧虎島》系列（牧場來夢鈴）、《忍者亂太郎》（山村喜三太〈第2代〉）、《新機動戰記鋼彈W》（凱薩琳·布倫）等。

## 簡歷
高中期間，杉本沙織立志想成為唱片騎師，她曾經試鏡過一家唱片公司的唱片騎師職位，最後被選中。
青二塾東京校第6期畢業。
1986年，她與同期的金丸日向子、丸尾知子組成了聲優組合「QP'S」。並由VAP發布一張單曲唱片。
儘管其正式出道作品不明，但她在自己的網站上寫道，《北斗神拳2》的明日香是她的第一個角色。
2003年1月1日，將藝名從鈴木砂織改為杉本沙織。
2017年5月，因身體狀況不佳暫時休養，但於隔年2018年4月回歸。
2021年10月21日，青二Production官網宣布，她因神經性厭食症引發心臟衰竭去世。並宣布，守靈和告別式等將於一週後的10月28日舉行，只有家人出席。享年58歳（56歳逝去）。YouTube上發佈的影片《布丁狗誕生25週年紀念電影》是她生前的最後一次演出，最後一部作品是2022年3月11日公開的《劇場版 可愛巧虎島：巧虎與閃亮閃亮王國的王子殿下》。

## 人物
音域：C。
資格、執照：營養師、調理師執照、普通汽車執照。
興趣：湯匙收集、作詞、作曲。特長：花藝。
她表示自己最喜歡飾演5歲的孩子，尤其擅長飾演活潑的角色，例如《卒業》系列中的谷由利佳。她也飾演過許多身材嬌小的角色。她把自己扮演的角色稱為。
她剛開始做配音工作的時候，幼兒園的孩子們看到角色都很興奮，但他們都說「這樣不對」，那時候她才意識到「不能毀了孩子們的夢想」，並表示尊重孩子們的想法。
在《可愛巧虎島》的試鏡中，她最初以稍高的音質接受了美美鈴的角色，但當被要求扮演來夢鈴這個角色時，則用一種本身不常發出的聲音說出台詞。2000年，杉本親自創作了歌曲「Evergreen」，表達了自己對來夢鈴的感情。她飾演來夢鈴這個角色長達19年，直到2012年《可愛巧虎島 HE SO KA》最終回來夢鈴最後一次出現為止。同年，杉本飾演取代來夢鈴的喵季一角，直到去世為止。
當時，她在《純愛遊俠》飾演瑪亞時，有很多小女孩的角色，她想「哇，這個角色選角太大膽了，連經紀人都不會同意」。扮演瑪亞擴大了她聲音的世界，讓她相信「大女孩也能做到！」。
據曾與她共同演出《可愛巧虎島》系列、《忍者亂太郎》的小林優子說，她是一個敏感而善良的人，熱愛歌曲和詩歌，就像天使一樣。
她與高橋美紀是最好的朋友，兩人曾共同演出《可愛巧虎島》系列。

## 繼任
杉本逝世後，以下人員接替了這些角色：
| 繼任       | 角色名     | 作品                | 繼任初次擔當 |
| ---------- | ---------- | ------------------- | ------------ |
| 大和田仁美 | 山村喜三太 | 《忍者亂太郎》      | 第30期       |
| 鈴木真仁   | 桃山喵季   | 《可愛巧虎島Wao！》 | 第464話      |
| 伊藤加奈惠 | 村田夏美   | 《櫻桃小丸子》      | 第2期1338話  |

## 演出
粗體字表示主要角色。

### 電視動畫
1987年
- 假面忍者 赤影（1987年—1988年，阿菊）
- 新楓葉鎮物語 棕櫚鎮篇（少女）
- 北斗神拳2（明日香、徹）

1988年
- 奇天烈大百科（1988年—1990年，玲子、少女2、貓2、女、冬美、雅子、男孩子、佳代）
- 魁!! 男塾（小孩B）
- 城市獵人2（1988年—1989年，護理人員、女、少女、辣妹、女主人B、小孩）
- 仙魔大戰（助士水彩、賈昆銑刀）
- 妳好！淑女小琳（日语：レディ!!#ハロー！レディリン）（南西）
- 甜蜜小天使 (1988年版)（1988年—1989年，巴士導遊、幽靈少女）

1989年
- 新仙魔大戰（1989年—1990年，韋斯塔尼亞、卡尼邦）
- 西瓜皮先生（木村高志）

1990年
- 魔法使莎莉 (1988年版)（1990年—1991年，蒙克、理惠）
- 長腿叔叔（女孩子、女學生、少女、交換手）

1991年
- 宇宙小超人 3000萬光年尋找母親（日语：ウルトラマンキッズ 母をたずねて3000万光年）（卡內林）
- 絕對無敵雷神王（1991年—1992年，池田玲子[30]、真野美紀[30]）
- 太陽勇者火鳥（高志）
- 櫻桃小丸子（1991年—2009年，佳奈子〈初代〉、林由里惠〈初代〉、土橋年子〈代演〉、留梨子〈初代〉、雅美〈初代〉、村田夏美〈第3代〉）2系列[系列 1]
- 崔普一家物語（女孩子、瑪蒂娜·馮·崔普[31]）

1992年
- 元氣爆發伏魔金剛（校內廣播）

1993年
- 可愛巧虎島（1993年—2008年，牧場來夢鈴[4]）

1995年
- 新機動戰記鋼彈W（1995年—1996年，凱薩琳·布倫[32]）
- 羅密歐的藍天（娜娜）

1997年
- 無家可歸的孩子蕾米（珍妮）

1998年
- 章魚丸蒙面人（日语：たこやきマントマン）（1998年—1999年，蒲公英村的公主、魚之雪男、甜蜜鄉村女人、菜花、少女 等）
- 幸運騎士L（日语：フォーチュン・クエストL）（坎西）
- 魔術士歐菲（露露）

1999年
- 超級娃娃戰士★莉卡（及川仁美）

2001年
- 蠟筆小新（2001年—2021年，屈底厚美、店員）

2003年
- 哆啦A夢 (大山羨代版)（女孩、男孩子）
- 青青校樹（美南早苗[33]）
- 音速小子X（ブー1）

2004年
- 忍者亂太郎（2004年—2021年，山村喜三太〈第2代〉、嬰兒、小孩、老鼠）

2006年
- 名偵探柯南（2006年—2008年，浩太、小早川公子）

2008年
- 發現、體驗、我喜歡巧虎！（2008年—2021年，牧場來夢鈴、桃山喵季〈初代〉[4]）3系列[系列 2]

### 電影動畫
- 聖魔大戰：第一次聖魔大戰（1988年，嬰兒[34]）
- 三國志 第二部 燃燒的長江！（1993年，小孩歌聲）
- 新機動戰記鋼彈W 無盡的華爾茲 特別篇（1998年，凱薩琳·布倫）
- 劇場版 忍者亂太郎：忍術學園全員出動之卷！（2011年，山村喜三太[35]）
- 劇場版 可愛巧虎島（2013年—2022年，桃山喵季）10作品[系列 3]

### OVA
- 湘南爆走族4 龍捲騎士（1988年，少女2）
- 超級瑪利歐消防隊（1989年，香織）
- 仙魔大戰西曆1999奇幻（1989年，瑪莉）
- 銀河英雄傳說（1991年）
- 綠色的守護神（日语：みどりの守り神）（1991年，天氣預報大姐姐）
- 忍者龍劍傳（1991年，凱薩琳）
- 絕對無敵雷神王 初戀大作戰！（1992年，池田玲子[36]）
- 絕對無敵雷神王 陽昇城機關夢日記（1992年，池田玲子[37]）
- 絕對無敵雷神王 大家是地球防衛組（1993年，池田玲子[38]）
- 新機動戰記鋼彈W 無盡的華爾茲（1997年，凱薩琳·布倫）
- 靈異教師神眉 決戰！陽神術vs壁男（1998年，美穗）
- 與麵包超人一起開始吧！元氣百倍！悠閑地享受歌曲（2005年，愛哭蟲）

### 遊戲
1992年
- 魔法少女Silky Lip（日语：魔法の少女シルキーリップ）（小高久留美）
- 銀河大小姐傳說優奈（日语：銀河お嬢様伝説ユナ）（海的瑪莉娜、教養的艾蜜利、弓岡楓）
- 熱血行進曲（桃園里美）[注 1]

1994年
- 國夫的黑輪（日语：くにおのおでん）（長谷部、桃園）
- 卒業II ～Neo Generation～（谷由利佳）

1996年
- 卒業Cross World（谷由利佳）
- Rupupu Cube Lup★Salad（日语：ルプ★さらだ）（莎拉達）
- 純愛遊俠 ～永恆微笑～（日语：ブルーブレイカー 〜剣よりも微笑みを〜）（瑪亞）

1997年
- 龍騎士4（娜塔莎）[注 2]
- 卒業 Vacation（谷由利佳）

1998年
- 初吻☆物語（日语：ファーストKiss☆物語）（春日野美穗）
- 純愛遊俠 ～明日的微笑～（瑪亞）
- 快速天使（宮守春菜）

1999年
- 柏青哥性感反應2（日语：パチンコセクシーリアクション#パチンコセクシーリアクション2）（梨香瑠）
- （寶條院靜香）

2000年
- SIMPLE1500系列 Vol.36 THE 戀愛遊戲 ～夏色Celebration～（日语：夏色Celebration）（須藤彩）
- 日昇英雄譚R（日语：サンライズ英雄譚）（凱薩琳·布倫）

2001年
- 玉繭物語2 ～滅亡之蟲～（日语：玉繭物語2 〜滅びの蟲〜）（巴尼拉）
- 青青校樹（美南早苗）

2002年
- 心動少女益智方塊Remix（日语：どきどきアイドルスターシーカー）（檜山萌）
- （多美卡君）
- 甜蜜遺產 ～我與她的無名點心～（日语：スイートレガシー）（佐倉美月、佐倉睦月）

2003年
- 召喚夜響曲3（瑪露露）

2006年
- 召喚夜響曲4（瑪露露）

2008年
- Rupupu Cube Lup★Salad DS（日语：ルプ★さらだ）（莎拉達）
- 粉色毒血（日语：ポイズンピンク）（利巴特）

2010年
- Rupupu Cube Lup★Salad 攜～帶版…每次再（莎拉達）

2011年
- 蠟筆小新：宇宙功夫!? 友情的笨蛋空手道!!（日语：クレヨンしんちゃん 宇宙DEアチョー!? 友情のおバカラテ!!）

2017年
- 妖怪手錶 噗尼噗尼（布丁狗、布丁狗S）

2022年
- 死亡愛麗絲（布丁狗）

### 廣播劇CD
- 宇宙皇子（日语：宇宙皇子） 第2卷—第5卷（1988年—1990年，各務）
- 巴賽特英雄傳埃爾弗斯（日语：ひかわ玲子）（1991年—1992年，李）
- 絕對無敵雷神王系列（1992年—1993年，池田玲子、真野美紀）4作品[系列 4]
- 羅德斯島戰記5 開放的森林（1993年，莉芙）
- 卒業&卒業II 卒業少女全員集合！（1995年，谷由利佳）
- 街 第Q之男 ～Q是question的Q～（日语：街 〜運命の交差点〜#ラジオドラマ）（1998年，秋山薰）
- 青青校樹系列（2002年—2003年，美南早苗）3作品[系列 5]
- 忍者亂太郎 廣播劇CD系列（2009年—2015年，山村喜三太）4作品[系列 6]

### 外語配音

#### 電影
- 歡喜冤家（英语：Author! Author! (film)）
- 小鬼當家（桑德拉·麥卡利斯特〈黛安娜·瑞銀〉）※影碟版。
- 愛就是這麼奇妙（英语：L.A. Story）（珊迪）
- 面具（英语：Mask (1985 film)）（黛安娜）

#### 電視影集
- 納尼亞傳奇 (1988年電視影集)（吉爾·波爾〈卡蜜拉·鮑爾（英语：Camilla Power）〉）
- 兩小無猜（黛比·菲佛〈托里·安·庫克〉）

### 旁白
- GURU GURU 99
- 漂流者的聖誕禮物（日语：ドリフのクリスマスプレゼント）（聲音演出）
- 8點到了J（日语：8時だJ）
- 本田技研工業 Odyssey 篇（廣告，1998年12月）

### 廣播節目
- （文化放送）

### 其它活動
- 三麗鷗角色「布丁狗」（1997年—2021年，布丁狗〈初代〉）
  - Hello Kitty家族樂園（日语：キティズパラダイス）系列（1999年—2006年，布丁狗）
- 莉卡娃娃（日语：リカちゃん人形）電話服務（小舞）
- 日本國際廣播電台「簡明日語」（安娜）

## 音樂作品

### 角色歌曲
| 發行日期 | 商品名稱                                                                            | 歌 | 樂曲                     | 備註                                                                          |
| 1991年   | 1991年                                                                              | 1991年 | 1991年                   | 1991年                                                                        |
| -------- | ----------------------------------------------------------------------------------- | --- | ------------------------ | ----------------------------------------------------------------------------- |
| 5月1日   | 崔普一家物語                                                                        | 瑪莉亞·克契拉（勝生真沙子）、魯伯特·馮·崔普（安達忍）、海德薇希·馮·崔普（川村萬梨阿）、韋納·馮·崔普（松岡洋子）、瑪莉亞·馮·崔普（白鳥由里）、約翰娜·馮·崔普（石川寬美）、瑪蒂娜·馮·崔普（鈴木砂織）、阿嘉特·馮·崔普（渡邊菜生子） | 「」 「」                | 電視動畫《崔普一家物語》插入歌                                                |
| 5月24日  | 地球防衛組應援歌                                                                    | 地球防衛合唱隊 | 「」                     | 電視動畫《絕對無敵雷神王》片尾主題曲                                          |
| 9月1日   | 音樂劇故事 崔普一家物語                                                             | 瑪莉亞·克契拉（勝生真沙子）、魯伯特·馮·崔普（安達忍）、海德薇希·馮·崔普（川村萬梨阿）、韋納·馮·崔普（松岡洋子）、瑪莉亞·馮·崔普（白鳥由里）、約翰娜·馮·崔普（石川寬美）、瑪蒂娜·馮·崔普（鈴木砂織）、阿嘉特·馮·崔普（渡邊菜生子） | 「」 「」 「」 「」 「」 | 電視動畫《崔普一家物語》插入歌                                                |
| 1992年   |                                                                                     | |                          |                                                                               |
| 2月26日  | 絕對無敵雷神王 唱歌吧地球防衛組！                                                   | 井時惠（佐藤智惠）、石塚織繪（松井摩味）、春野綺羅（南杏子）、池田麗子（鈴木砂織） | 「」                     | 電視動畫《絕對無敵雷神王》相關歌曲                                            |
| 2月26日  | 絕對無敵雷神王 唱歌吧地球防衛組！                                                   | 邪惡帝國、地球防衛合唱隊 | 「」                     | 電視動畫《絕對無敵雷神王》插入歌                                              |
| 8月5日   | 絕對無敵雷神王IV 地球防衛組全員出動！3                                              | 歌：白鳥瑪莉亞（吉田古奈美）、合音：松本梨香、岩坪理江、丸田麻里、島田敏、佐藤智惠、南杏子、松井摩味、鈴木砂織、鹽屋浩三 | 「」                     | 電視動畫《絕對無敵雷神王》相關歌曲                                            |
| 8月5日   | 絕對無敵雷神王IV 地球防衛組全員出動！3                                              | 島田愛子（松本梨香）、真野美紀（鈴木砂織） | 「」                     | 電視動畫《絕對無敵雷神王》相關歌曲                                            |
| 9月16日  | 絕對無敵雷神王IV 地球防衛組全員出動！6                                              | 池田麗子（鈴木砂織） | 「」                     | 電視動畫《絕對無敵雷神王》相關歌曲                                            |
| 9月16日  | 絕對無敵雷神王IV 地球防衛組全員出動！6                                              | 歌：小川吉明（佐藤智惠）、對白：松本梨香、吉田古奈美、鈴木砂織、田中公平 | 「」                     | 電視動畫《絕對無敵雷神王》相關歌曲                                            |
| 1993年   |                                                                                     | |                          |                                                                               |
| 4月16日  |                                                                                     | 日向仁（松本梨香）、月城飛鳥（岩坪理江）、星山吼兒（丸田麻里）、白鳥瑪莉亞（吉田古奈美）、小島勉（島田敏）、佐藤大介（鹽屋浩三）、 坂井時惠（佐藤智惠）、泉優（林原惠）、高森廣志（松井摩味）、春野綺羅（南杏子）、池田麗子（鈴木砂織）、栗木容子（岩坪理江）、近藤秀則（吉田古奈美）、小川吉明（佐藤智惠）、石塚織繪（松井摩味）、今村明（南杏子）、島田愛子（松本梨香）、真野美紀（鈴木砂織） | 「」                     | 電視動畫《絕對無敵雷神王》相關歌曲                                            |
| 1994年   |                                                                                     | |                          |                                                                               |
| 3月25日  | 可愛巧虎島 ～巧連智島的夥伴～                                                       | 來夢鈴（鈴木砂織） | 「」                     | 電視動畫《可愛巧虎島》相關歌曲                                                |
| 4月1日   | 卒業II -Neo Generation-                                                             | 3年B組5人組 | 「卒業II攻略法」         | 遊戲《卒業II ～Neo Generation～》主題歌                                       |
| 4月1日   | 卒業II -Neo Generation-                                                             | 3年B組5人組 | 「」                     | 遊戲《卒業II ～Neo Generation～》插入歌                                       |
| 4月1日   | 卒業II -Neo Generation-                                                             | 谷由利佳（鈴木砂織） | 「OH！BOY」              | 遊戲《卒業II ～Neo Generation～》插入歌                                       |
| 5月27日  | 國夫的黑輪 初回限定原創單曲CD「Lover to Friend」                                    | 桃園里美（鈴木砂織） | 「Lover to Friend」      | 遊戲《國夫的黑輪》相關歌曲                                                    |
| 9月2日   | —                                                                                   | 巧虎（南央美）、美美鈴（高橋美紀）、鳥比（山崎巧）、來夢鈴（鈴木砂織） | 「誕生日」               | 教材錄影帶《可愛巧虎島的交通安全》插入歌                                      |
| 11月3日  | 銀河大小姐傳說優奈 永遠的公主「優奈最長的一天」                                     | 艾路那（山本百合子）、吉娜（中村尚子）、瑪莉娜（鈴木砂織）、艾莉娜（萩森侚子） | 「」                     | 遊戲《銀河大小姐傳說優奈2 永遠的公主》相關歌曲                                |
| 1999年   |                                                                                     | |                          |                                                                               |
| 1月17日  | 初吻☆物語 形象歌曲book                                                              | 春日野美穗（鈴木砂織） | 「」                     | 遊戲《初吻☆物語》形象歌曲                                                     |
| 11月26日 |                                                                                     | 愛田由美（西田裕美）、寶條院靜香（鈴木砂織）、植野史緒（大谷美紀） | 「」                     | 遊戲《》相關歌曲                                                              |
| 11月26日 | 寶條院靜香（鈴木砂織）                                                              | 「」 |                          | 遊戲《》相關歌曲                                                              |
| 2000年   |                                                                                     | |                          |                                                                               |
| 1月13日  |                                                                                     | 寶條院靜香（鈴木砂織） | 「Cherry Blossom」       | 遊戲《》片尾主題曲                                                            |
| 7月19日  | 跳過階梯島                                                                          | 巧虎（南央美）、美美鈴（高橋美紀）、鳥比（山崎巧）、來夢鈴（鈴木砂織） | 「」                     | 電視動畫《可愛巧虎島》相關歌曲                                                |
| 2001年   |                                                                                     | |                          |                                                                               |
| 2月16日  | 和巧虎一起唱歌玩耍吧！                                                              | 巧虎（南央美）、美美鈴（高橋美紀）、鳥比（山崎巧）、來夢鈴（鈴木砂織） | 「」                     | 電視動畫《可愛巧虎島》相關歌曲                                                |
| 2005年   |                                                                                     | |                          |                                                                               |
| 3月24日  | 三麗鷗TV原創歌曲本 元氣SONG!! ～大家nakayoku！                                      | 布丁狗（杉本沙織） | 「」                     | 《布丁狗》形象歌曲                                                            |
| 2008年   |                                                                                     | |                          |                                                                               |
| 2月14日  | 音盤 Lup★Salad                                                                      | 莎拉達（杉本沙織） | 「」 「」                | 遊戲《Rupupu Cube Lup★Salad》插入歌                                           |
| 2月14日  | 音盤 Lup★Salad                                                                      | 莎拉達（杉本沙織） | 「」 「」                | 遊戲《Rupupu Cube Lup★Salad DS》插入歌                                        |
| 5月21日  | 每日挑戰者                                                                          | 巧虎（南央美）、美美鈴（高橋美紀）、鳥比（山崎巧）、來夢鈴（杉本砂織） | 「」                     | 電視動畫《發現、體驗、我喜歡巧虎！》片頭主題曲                                |
| 5月21日  | 每日挑戰者                                                                          | 巧虎（南央美）、美美鈴（高橋美紀）、鳥比（山崎巧）、來夢鈴（杉本砂織） | 「」                     | 電視動畫《發現、體驗、我喜歡巧虎！》片尾主題曲                                |
| 2011年   |                                                                                     | |                          |                                                                               |
| 4月6日   | 可愛巧虎島 HE SO KA 唱唱跳跳 熱門歌曲合輯!!                                         | 巧虎（南央美）、美美鈴（高橋美紀）、鳥比（山崎巧）、來夢鈴（杉本砂織） | 「」                     | 電視動畫《可愛巧虎島 HE SO KA》插入歌                                         |
| 11月9日  | 可愛巧虎島 為大家準備的聖誕派對                                                     | 巧虎（南央美）、美美鈴（高橋美紀）、鳥比（山崎巧）、來夢鈴（杉本砂織） | 「」                     | 電視動畫《可愛巧虎島 HE SO KA》相關歌曲                                       |
| 2013年   |                                                                                     | |                          |                                                                               |
| 3月13日  | 巧虎與芙芙的大冒險 ～拯救！七色之花～                                               | 巧虎（南央美）、美美鈴（高橋美紀）、鳥比（山崎巧）、來夢鈴（杉本砂織） | 「」 「」                | 電影動畫《劇場版 可愛巧虎島WAO！巧虎與芙芙的大冒險 ～拯救！七色之花～》插入歌 |
| 2014年   |                                                                                     | |                          |                                                                               |
| 3月14日  | 劇場版 可愛巧虎島WAO！巧虎與小白鯨之歌+電視版「可愛巧虎島WAO！」原聲音樂            | 巧虎（南央美）、美美鈴（高橋美紀）、鳥比（山崎巧）、喵季（杉本沙織）、海之妖精（久保田紗友）、鬼海星男（島直人） | 「」                     | 電影動畫《劇場版 可愛巧虎島WAO！巧虎與小白鯨之歌》插入歌                      |
| 3月14日  | 劇場版 可愛巧虎島WAO！巧虎與小白鯨之歌+電視版「可愛巧虎島WAO！」原聲音樂            | 佐佐木詩織、巧虎（南央美）、美美鈴（高橋美紀）、鳥比（山崎巧）、喵季（杉本沙織）、櫻（井上喜久子）、縞太郎（茶風林） | 「」                     | 電影動畫《劇場版 可愛巧虎島WAO！巧虎與小白鯨之歌》插入歌                      |
| 2015年   |                                                                                     | |                          |                                                                               |
| 3月13日  | 劇場版 可愛巧虎島WAO！巧虎與大大的樹+電視版「可愛巧虎島WAO！」原聲音樂              | 巧虎（南央美）、美美鈴（高橋美紀）、鳥比（山崎巧）、喵季（杉本沙織）、平林剛、森林合唱團 | 「」                     | 電影動畫《劇場版 可愛巧虎島WAO！巧虎與大大的樹》插入歌                        |
| 3月13日  | 劇場版 可愛巧虎島WAO！巧虎與大大的樹+電視版「可愛巧虎島WAO！」原聲音樂              | 巧虎（南央美）、美美鈴（高橋美紀）、鳥比（山崎巧）、喵季（杉本沙織） | 「」                     | 電視動畫《可愛巧虎島WAO！》片尾主題曲                                         |
| 2016年   |                                                                                     | |                          |                                                                               |
| 3月9日   | 劇場版 可愛巧虎島WAO！巧虎與繪本之國+電視版「可愛巧虎島WAO！」原聲音樂              | 巧虎（南央美）、美美鈴（高橋美紀）、鳥比（山崎巧）、喵季（杉本沙織） | 「」 「」                | 電影動畫《劇場版 可愛巧虎島WAO！巧虎與繪本之國》插入歌                        |
| 3月9日   | 劇場版 可愛巧虎島WAO！巧虎與繪本之國+電視版「可愛巧虎島WAO！」原聲音樂              | 巧虎（南央美）、美美鈴（高橋美紀）、鳥比（山崎巧）、喵季（杉本沙織） | 「」 「」                | 電視動畫《可愛巧虎島WAO！》插入歌                                             |
| 2017年   |                                                                                     | |                          |                                                                               |
| 3月10日  | 劇場版 可愛巧虎島WAO！巧虎與彩虹的綠洲+電視版「可愛巧虎島WAO！」原聲音樂            | 巧虎（南央美）、美美鈴（高橋美紀）、鳥比（山崎巧）、喵季（杉本沙織）、MC托格托格（Mummy-D） | 「」                     | 電影動畫《劇場版 可愛巧虎島WAO！巧虎與彩虹的綠洲》插入歌                      |
| 2018年   |                                                                                     | |                          |                                                                               |
| 3月9日   | 劇場版 可愛巧虎島：魔法之島的大冒險+電視節目「可愛巧虎島WAO！」原聲音樂             | 巧虎（南央美）、美美鈴（高橋美紀）、鳥比（山崎巧）、喵季（杉本沙織） | 「」                     | 電影動畫《劇場版 可愛巧虎島：魔法之島的大冒險》片尾主題曲                     |
| 2019年   |                                                                                     | |                          |                                                                               |
| 4月10日  | 劇場版 可愛巧虎島：巧虎與烏魯魯的英雄樂園+電視節目「可愛巧虎島WAO！」原聲音樂       | 巧虎（南央美）、美美鈴（高橋美紀）、鳥比（山崎巧）、喵季（杉本沙織） | 「」                     | 電影動畫《劇場版 可愛巧虎島：巧虎與烏魯魯的英雄樂園》插入歌                   |
| 4月10日  | 劇場版 可愛巧虎島：巧虎與烏魯魯的英雄樂園+電視節目「可愛巧虎島WAO！」原聲音樂       | 巧虎（南央美）、美美鈴（高橋美紀）、鳥比（山崎巧）、喵季（杉本沙織） | 「」                     | 電視動畫《可愛巧虎島WAO》插入歌                                               |
| 2020年   |                                                                                     | |                          |                                                                               |
| 3月6日   | 劇場版 可愛巧虎島：巧虎與飛船+電視節目「可愛巧虎島WAO！」原聲音樂                   | 巧虎（南央美）、美美鈴（高橋美紀）、鳥比（山崎巧）、喵季（杉本沙織） | 「」                     | 電影動畫《劇場版 可愛巧虎島：巧虎與飛船》插入歌                               |
| 2021年   |                                                                                     | |                          |                                                                               |
| 9月22日  | —                                                                                   | 布丁狗（杉本沙織） | 「」                     | 《布丁狗》形象歌曲                                                            |
| 2022年   |                                                                                     | |                          |                                                                               |
| 3月9日   | 劇場版 可愛巧虎島：巧虎與閃亮閃亮王國的王子殿下+電視節目「可愛巧虎島WAO！」原聲音樂 | 巧虎（南央美）、美美鈴（高橋美紀）、鳥比（山崎巧）、喵季（杉本沙織） | 「」                     | 電影動畫《劇場版 可愛巧虎島：巧虎與閃亮閃亮王國的王子殿下》插入歌             |
| 3月9日   | 劇場版 可愛巧虎島：巧虎與閃亮閃亮王國的王子殿下+電視節目「可愛巧虎島WAO！」原聲音樂 | 巧虎（南央美）、美美鈴（高橋美紀）、鳥比（山崎巧）、喵季（杉本沙織） | 「」                     | 電視動畫《可愛巧虎島WAO！》片尾主題曲                                         |

### 其它參加作品
| 發行日期      | 商品名稱                                               | 歌                           | 樂曲      | 備註 |
| ------------- | ------------------------------------------------------ | ---------------------------- | --------- | ---- |
| 1986年7月21日 |                                                        | QP'S                         | 「」 「」 |      |
| 1999年8月21日 | Twinkle Memories -THE FIRST COLLECTION- MIKI TAKAHASHI | 歌：高橋美紀、合音：鈴木砂織 | 「」      |      |

## 腳註

## 外部連結
- 杉本沙織｜青二Production （日語）
- （页面存档备份，存于） （日語）—杉本沙織的官方個人部落格。
  -  （页面存档备份，存于） （日語）—杉本沙織的官方個人網站。
- ，存于 （日語）—杉本沙織的官方個人網站。
- ，存于 （日語）—杉本沙織的官方個人網站。
- ，存于 （日語）—杉本沙織的官方個人網站。
- 杉本沙織 （页面存档备份，存于） （日語）—日本藝人名鑑（日语：日本タレント名鑑）
- （日語）—WEB THE TELEVISION（日语：ザテレビジョン）
- （日語）—WEB THE TELEVISION（日语：ザテレビジョン）
- 杉本沙織 （页面存档备份，存于） （日語）—oricon
- 鈴木砂織 （页面存档备份，存于） （日語）—oricon
- 杉本沙織 （页面存档备份，存于） （日語）—MOVIE WALKER PRESS（日语：MOVIE WALKER PRESS）
- 杉本沙織 （页面存档备份，存于） （日語）—電影.com（日语：映画.com）
- 杉本沙織 （页面存档备份，存于） （日語）—allcinema（日语：allcinema）